# PCLinuxOS

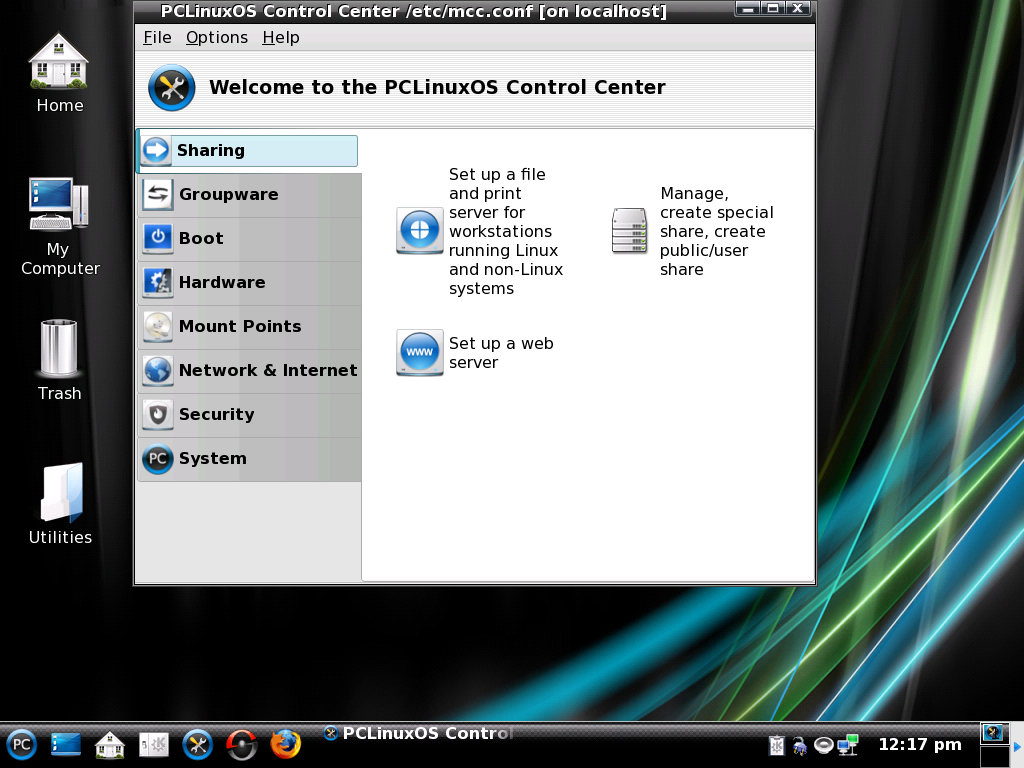
Área de trabalho e janela no PCLinuxOS. Estilo "Windows Vista".

O PCLinuxOS é uma distribuição (ou distro) do sistema operacional GNU/Linux, desenvolvida para desktops ou laptops com arquitetura x86.  O principal objetivo do sistema é ser uma distribuição fácil de usar, oferecendo um LiveCD com um ambiente de trabalho personalizado, que pode ser instalado no HD ou remasterizado rapidamente. Atualmente, é a distribuição mais bem sucedida entre as derivadas do Mandriva. Mas, por utilizar um kernel diferente e incluir algumas modificações nos scripts de boot, ele é capaz de funcionar em algumas máquinas onde o Mandriva não roda adequadamente.
A distribuição PCLinuxOS foi fundada em 24 de outubro de 2003 como uma remasterização do Mandrake 9.2 (a versão corrente na época), desenvolvida por Texstar, um antigo colaborador do sistema, que mantinha um repositório com pacotes extras. Esta primeira versão permaneceu em estágio de desenvolvimento e testes até novembro de 2005, quando foi lançado o PCLinuxOS 0.92, o primeiro release oficial. Ele foi seguido pelo PCLinuxOS 2007 (lançado em maio de 2005) e pelo PCLinuxOS 2009.1, lançado em março de 2009.  Embora tenha sido lançado apenas um pouco antes da versão final do Mandriva 2009.1, o PCLinuxOS 2009.1 era um sistema bem diferente, ainda baseado no KDE 3.5.10, uma decisão que resultou em um sistema relativamente leve e bastante estável no geral e fez com que ele ganhasse alguns usuários que por um motivo ou outro não gostaram da transição do Mandriva para a versão 4.2 do KDE. Por outro lado, oferecia menos recursos que o Mandriva, mas era (e ainda é) preferido por alguns por oferecer um conjunto mais completo de codecs pré-instalados e outros facilitadores.
O PCLinuxOS é distribuído como um LiveCD (CD "bootável") e também pode ser instalado em seu computador. O modo LiveCD, permite que você experimente o PCLinuxOS sem fazer qualquer alteração no seu computador. Os dados do CD são descomprimidos on-the-fly, permitindo até 2 GB de programas e arquivos de sistema em apenas um CD, incluindo um ambiente gráfico e uma grande quantidade de pacotes, mais os plugins. Recomenda-se 256 MB ou mais de RAM e aproximadamente 5 GB de espaço livre para a instalação no HD. 
As versões instaladas do PCLinuxOS utilizam o Advanced Packaging Tool (ou APT), um sistema de gerenciamento de pacotes (originalmente desenvolvido para a distribuição Debian), juntamente com o Synaptic, uma interface gráfica para o APT para fácil instalação de softwares.  
O PCLinuxOS tem mais de 12.000 pacotes RPM disponíveis nos repositórios e oferece suporte adicional para mais de 85 línguas.
O PCLinuxOS é altamente seguro. Você não precisará se preocupar que vírus, adware, malware ou trojans infectem seu computador com o PCLinuxOS.
A versão PCLinuxOS 2010 foi construída a partir do "zero", usando os pacotes do repositório próprio. Os pacotes no "Repo" podem ser criações originais, mas também podem conter pacotes reembalados e modificados a partir do Fedora, OpenSuse e Mandriva, distribuídos sob a GPL. Os pacotes do PCLinuxOS também podem conter "manchas" do Ubuntu, Debian, PLD e Chacra.
A sede do PCLinuxOS está localizada em Houston, Texas, EUA.
O PCLinuxOS está disponível com interfaces diferentes, dependendo de suas necessidades: KDE Desktop, LXDE Desktop, XFCE Desktop, Gnome Desktop Mini Zen, Enlightenment Desktop, OpenBox Desktop e Gnome Desktop.